# 18. фебруар
18. фебруар је четрдесет девети дан у години у Грегоријанском календару. 316 дана (317 у преступним годинама) остаје у години после овог дана.

## Догађаји
- 1229 — Фридрих II је у Шестом крсташком рату склопио десетогодишње примирје са ел Камилом, којим је повратио Јерусалим, Назарет и Витлејем без борбе и папине подршке.
- 1478 — Брат енглеског краља Едварда IV, Џорџ, војвода од Кларенса, осуђен због издаје, убијен је у Тауеру у Лондону тако што је удављен у бурету вина.
- 1861 — Први парламент уједињене Италије прогласио је сардинског краља Виторија Емануела II за краља Италије.
- 1865 — Флота Уније, у Америчком грађанском рату, заузела град Чарлстон у Јужној Каролини, једно од најважнијих упоришта јужњачких снага.
- 1900 — Почела битка код Пардеберга, у којој су Бури претрпели први велики пораз у рату с Британцима. Крајем фебруара 4000 бурских војника предало се британским трупама које су крајем маја ушли у Јоханезбург, а у јуну у Преторију.
- 1913 — Петар I Карађорђевић обнародовао државну Уредбу о саобраћајним справама, које се крећу по ваздуху. Краљевина Србија је била међу првим европском државама која је поставила правни оквир за област цивилног ваздухопловства, неколико месеци пре доношења сличног прописа у САД.
- 1930 — Клајд Томбо открио Плутон док је проучавао фотографије снимљене у јануару.
- 1952 — Грчка и Турска су постале чланице НАТО.
- 1960 — Аргентина, Бразил, Мексико, Парагвај, Перу, Уругвај и Чиле постигли договор о оснивању Латиноамеричког удружења за интеграцију.
- 1965 — Проглашена независност афричке државе Гамбије у оквиру Британског комонвелта.
- 1979 — Први пут је забележено да је пао снег у Сахари. То се догодило на југу Алжира. Олуја је трајала пола сата и снег се врло брзо отопио.
- 1991 — У терористичком нападу Ирске републиканске армије на железничкој станици Викторија у Лондону, у експлозији подметнуте бомбе погинула је једна, а рањено најмање 40 особа.
- 1996 — У експлозији два аутомобила-бомбе близу главног града Алжира, које су подметнули исламски терористи, погинуло је 12 и рањено 35 људи.
- 1997 — Центар за мине УН објавио је да се на територији Босне и Херцеговине налази око милион нагазних мина, а према подацима Међународног комитета Црвеног крста од мина је у периоду 1992-97. страдало око 3200 особа, од којих 686 деце.
- 2000 — На парламентарним изборима у Ирану убедљиво су победили реформисти, блиски председнику Мохамеду Катамију.
- 2001 — Агент америчког Федералног истражног бироа Роберт Хансен је ухапшен пошто је 22 године шпијунирао за совјетске и руске обавештајне службе.
- 2002 —
  - Европска унија одобрила упућивање полицијских снага земаља чланица Уније у Босну и Херцеговину. Те снаге ће наредне године заменити међународну полицију Уједињених нација која је деловала у БиХ на основу Дејтонског споразума из 1995.
  - Пред Међународним судом за ратне злочине у Хагу, почео је доказни поступак против Слободана Милошевића по оптужници за злочине почињене на Косову. Током овог поступка, који је завршен 13. септембра, тужилаштво је извело 145 сведока.
- 2003 —
  - У Словенији ухапшен функционер Демократске партије Косова Фатмир Лимај, бивши официр Ослободилачке војске Косова. Лимај је 4. марта изручен Трибуналу у Хагу, пред којим је оптужен за злочине против човечности над Албанцима и Србима у логору Лапушник на Косову у лето 1998.
  - У подметнутом пожару у подземној железници у јужнокорејском граду Тагеу, погинуло је најмање 133 особе, а више од 150 је повређено.
- 2006 —
  - Министарство унутрашњих послова Републике Србије поднело је кривичну пријаву Окружном тужилаштву против Богољуба Карића.
  - Званични Беч је негирао тврдње Карле дел Понте о одбијању сарадње са Међународним судом у Хагу.
  - Скупштина ДС-а изабрала је за председника партије дотадашњег лидера странке и председника Србије Бориса Тадића.
  - 1.800 људи је погинуло након што се, због водених бујица, одронио део планине на југу Филипина.
  - Босански филм Грбавица добио главну награду Златни медвјед на Берлинском филмском фестивалу.
- 2021 —
  - Патријарх српски: Свети архијерејски сабор Српске православне цркве на заседању у Храму Светог Саве у Београду, изабрао Његово високопреосвештенство митрополита загребачко-љубљанског др Порфирије за архиепископа пећког, митрополита београдско-карловачког и патријарха српског.[1]
  - Вештачки сателити: Возило за истраживање свемира -ровер Персеверанс (енгл. Perseverance, чије име у преводу значи истрајност) успешно слетело у кратер Језеро на Марсу[2]

## Рођења
- 258. п. н. е. — Ћин Ши Хуанг, кинески владар. (прем. 209. п. н. е.)
- 1201 — Хаџе Насирудин Туси, персијски полихистор, архитекта, филозоф, лекар, научник и теолог. (прем. 1274)[3]
- 1516 — Мери I Тјудор, енглеска краљица. (прем. 1558)[4]
- 1530 — Уесуги Кеншин, јапански даимјо. (прем. 1578)[5]
- 1547 — Шејх Бахаи, арапски математичар, правник, архитекта, филозоф и песник. (прем. 1621)[6]
- 1609 — Едвард Хајд, 1. гроф од Кларендона, енглески државник, историчар и дворски саветник. (прем. 1674)[7]
- 1745 — Алесандро Волта, италијански физичар. (прем. 1827)[8]
- 1809 — Божидар Петрановић, српски историчар. (прем. 1903)[9]
- 1838 — Ернст Мах, аустријски физичар и филозоф. (прем. 1916)[10]
- 1866 — Јанко Вукотић, црногорски и југословенски генерал. (прем. 1927)[11]
- 1898 — Енцо Ферари, италијански конструктор спортских аутомобила. (прем. 1988)[12]
- 1903 — Николај Подгорни, совјетски и украјински политичар. (прем. 1983)[13]
- 1904 — Кери Грант (Арчибалд Александар Лич), британски глумац. (прем. 1986)[14]
- 1906 — Ханс Аспергер, аустријски лекар. (прем. 1980)[15]
- 1919 — Џек Паланс, амерички глумац. (прем. 2006)[16]
- 1920 — Ерик Гејри, гренандски политичар. (прем. 1997)
- 1920 — Дарко Краљић, југословенски композитор. (прем. 1998)[17]
- 1921 — Бранко Бауер, хрватски филмски и ТВ редитељ и сценариста. (прем. 2002)[18]
- 1925 — Џорџ Кенеди, амерички глумац. (прем. 2016)[19]
- 1931 — Тони Морисон, америчка књижевница, добитница Нобелове награде за књижевност.  (прем. 2019)[20]
- 1932 — Милош Форман, чешки филмски режисер, сценариста и глумац. (прем. 2018)[21]
- 1933 — Јоко Оно, јапанска уметница и активисткиња.[22]
- 1933 — Боби Робсон, енглески фудбалер и фудбалски тренер. (прем. 2009)[23]
- 1934 — Одри Лорд, америчка списатељица, феминисткиња и активисткиња за људска права. (прем. 1992)[24]
- 1938 — Иштван Сабо, мађарски режисер.[25]
- 1950 — Џон Хјуз, амерички редитељ, продуцент и сценариста. (прем. 2009)[26]
- 1950 — Сибил Шеперд, америчка глумица и модел.[27]
- 1954 — Џон Траволта, амерички глумац, музичар и плесач.[28]
- 1956 — Бидзина Иванишвили, фрузијски предузетник, политичар и филантроп.
- 1957 — Марита Кох, источнонемачка атлетичарка.[29]
- 1964 — Мет Дилон, амерички глумац и редитељ.[30]
- 1965 — Др. Дре, амерички хип хоп музичар, музички продуцент и глумац.[31]
- 1967 — Роберто Бађо, италијански фудбалер.[32]
- 1969 — Александар Могиљни, руски хокејаш на леду.[33]
- 1971 — Сајмон Линдон, аустралијски глумац.[34]
- 1973 — Клод Макелеле, француски фудбалер и фудбалски тренер.[35]
- 1974 — Јевгениј Кафељников, руски тенисер.[36]
- 1975 — Гари Невил, енглески фудбалер и фудбалски тренер.[37]
- 1979 — Далибор Поповић, српски песник.[38]
- 1981 — Андреј Кириленко, руски кошаркаш.[39]
- 1983 — Роберта Винчи, италијанска тенисерка.[40]
- 1984 — Карлос Камени, камерунски фудбалер.[41]
- 1987 — Скин Дајмонд, америчка порнографска глумица.[42]
- 1988 — Бибрас Натхо, израелски фудбалер.[43]
- 1989 — Соња Петровић, српска кошаркашица.[44]
- 1994 — Џејк Трбојевић, аустралијски рагбиста српског порекла.[45]
- 1996 — Џил Касиди, америчка порнографска глумица и модел.[46]
- 1999 — Страхиња Бошњак, српски фудбалер.[47]

## Смрти
- 901 — Сабит ибн Кура, арапски астроном и физичар. (рођ. 826)[48]
- 999 — Папа Гргур V. (*око 972)[49]
- 1139 — Јарополк Владимирович, велики кнез Кијева. (рођ. 1082)[50]
- 1294 — Кублај-кан, монголски владар. (рођ. 1215)[51]
- 1405 — Тамерлан, татарски емир. (рођ. 1336)[52]
- 1455 — Фра Анђелико, италијански сликар. (рођ. 1387)[53]
- 1478 — Џорџ Плантагенет, 1. војвода од Кларенса. (рођ. 1449)[54]
- 1535 — Хајнрих Корнелијус Агрипа, немачки кабалиста, окулиста, астролог, алхемичар, лекар, дипломата и филозоф. (рођ. 1486)[55]
- 1546 — Мартин Лутер, немачки верски реформатор. (рођ. 1483)[56]
- 1564 — Микеланђело Буонароти, италијански вајар, сликар, архитекта и песник. (рођ. 1475)[57]
- 1712 — Луј, војвода Бургундије. (рођ. 1682)[58]
- 1814 — Павле Давидовић барон и аустријски генерал. (рођ. 1737)[59]
- 1851 — Карл Густав Јакоб Јакоби, немачки математичар. (рођ. 1804)[60]
- 1873 — Васил Левски, бугарски национални вођа. (рођ. 1937)[61]
- 1915 — Стојан Новаковић, српски политичар, дипломата, филолог и историчар. (рођ. 1842)[62]
- 1931 — Милан Шуфлај, хрватски историчар и књижевник. (рођ. 1879)[63]
- 1956 — Гистав Шарпантје, француски композитор. (рођ. 1860)[64]
- 1957 — Хенри Норис Расел, амерички астроном. (рођ. 1877)[65]
- 1967 — Роберт Опенхајмер, амерички атомски физичар. (рођ. 1904).[66]
- 1969 — Драгиша Цветковић, југословенски политичар (рођ. 1893)[67]
- 2001 — Миодраг Стојановић, српски боксер. (рођ. 1950)[68]
- 2001 — Балтус, француски сликар пољског порекла. (рођ. 1908)[69]
- 2012 — Звездан Чебинац, фудбалер и тренер, репрезентативац. (рођ. 1939)[70]
- 2016 — Пантелис Пантелидис, грчки кантаутор, текстописац и композитор. (рођ. 1983)[71]

## Празници и дани сећања
- Обележава се Међународни дан биолошке контроле
- Српска православна црква слави:
  - Свету мученицу Агатију
  - Свету мученицу Теодула
  - Светог Полијевкта - патријарха цариградског